# Grande Prêmio do Canadá de 2001

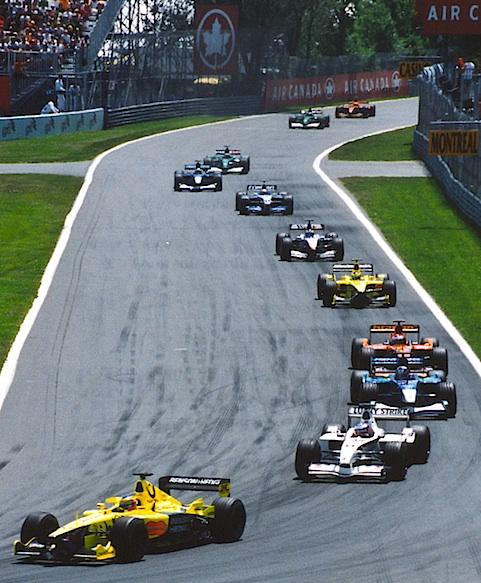
Primeira volta do GP. Trulli lidera, seguido por Panis, Räikkonen, Verstappen, Zonta, Häkinnen, Montoya, Heidfeld, Irvine, de La Rosa e Bernoldi.

Resultados do Grande Prêmio do Canadá de Fórmula 1 (formalmente Grand Prix Air Canada 2001) realizado em Montreal em 10 de junho de 2001. Oitava etapa da temporada, teve como vencedor o alemão Ralf Schumacher, da Williams-BMW.

## Resumo
- Primeira dobradinha dos irmãos Schumacher (Ralf e Michael) na Fórmula 1.[2]

## Corrida
| Pos.   | Nº | Piloto               | Equipe           | Voltas | Tempo/Diferença   | Grid | Pontos |
| ------ | -- | -------------------- | ---------------- | ------ | ----------------- | ---- | ------ |
| 1      | 5  | Ralf Schumacher      | Williams-BMW     | 69     | 1:34:31.522       | 2    | 10     |
| 2      | 1  | Michael Schumacher   | Ferrari          | 69     | + 20.235          | 1    | 6      |
| 3      | 3  | Mika Häkkinen        | McLaren-Mercedes | 69     | + 40.672          | 8    | 4      |
| 4      | 17 | Kimi Räikkönen       | Sauber-Petronas  | 69     | + 1:08.116        | 7    | 3      |
| 5      | 22 | Jean Alesi           | Prost-Acer       | 69     | + 1:10.435        | 16   | 2      |
| 6      | 19 | Pedro de La Rosa     | Jaguar-Cosworth  | 68     | + 1 volta         | 14   | 1      |
| 7      | 11 | Ricardo Zonta        | Jordan-Honda     | 68     | + 1 volta         | 12   |        |
| 8      | 23 | Luciano Burti        | Prost-Acer       | 68     | + 1 volta         | 19   |        |
| 9      | 20 | Tarso Marques        | Minardi-European | 66     | + 3 voltas        | 21   |        |
| 10     | 14 | Jos Verstappen       | Arrows-Asiatech  | 65     | Freios            | 13   |        |
| 11     | 12 | Jarno Trulli         | Jordan-Honda     | 63     | Freios            | 4    |        |
| Ret    | 4  | David Coulthard      | McLaren-Mercedes | 54     | Motor             | 3    |        |
| Ret    | 9  | Olivier Panis        | BAR-Honda        | 38     | Freios            | 6    |        |
| Ret    | 10 | Jacques Villeneuve   | BAR-Honda        | 34     | Driveshaft        | 9    |        |
| Ret    | 15 | Enrique Bernoldi     | Arrows-Asiatech  | 24     | Motor             | 17   |        |
| Ret    | 6  | Juan Pablo Montoya   | Williams-BMW     | 19     | Acidente          | 10   |        |
| Ret    | 2  | Rubens Barrichello   | Ferrari          | 19     | Spun off          | 5    |        |
| Ret    | 8  | Jenson Button        | Benetton-Renault | 17     | Vazamento de óleo | 20   |        |
| Ret    | 21 | Fernando Alonso      | Minardi-European | 7      | Transmissão       | 22   |        |
| Ret    | 16 | Nick Heidfeld        | Sauber-Petronas  | 1      | Colisão           | 11   |        |
| Ret    | 18 | Eddie Irvine         | Jaguar-Cosworth  | 1      | Colisão           | 15   |        |
| Ret    | 7  | Giancarlo Fisichella | Benetton-Renault | 0      | Colisão           | 18   |        |
| Fonte: |    |                      |                  |        |                   |      |        |

## Tabela do campeonato após a corrida
| Pos.   | Piloto             | Pontos |
| ------ | ------------------ | ------ |
| 1      | Michael Schumacher | 58     |
| 2      | David Coulthard    | 40     |
| 3      | Rubens Barrichello | 24     |
| 4      | Ralf Schumacher    | 22     |
| 5      | Mika Häkkinen      | 8      |
| Fonte: |                    |        |

| Pos.   | Construtor       | Pontos |
| ------ | ---------------- | ------ |
| 1      | Ferrari          | 82     |
| 2      | McLaren-Mercedes | 48     |
| 3      | Williams-BMW     | 28     |
| 4      | Sauber-Petronas  | 15     |
| 5      | Jordan-Honda     | 13     |
| Fonte: |                  |        |

- Nota: Somente as primeiras cinco posições estão listadas.